# Alpine (hrabstwo San Diego)
Alpine – jednostka osadnicza w Stanach Zjednoczonych, w stanie Kalifornia, w hrabstwie San Diego.